# Aeroportul Coffs Harbour
Aeroportul Coffs Harbour (IATA: CFS, ICAO: YCFS) este un aeroport din Coffs Harbour⁠(d), Noul Wales de Sud, Australia ce deservește zona Coffs Harbour⁠(d). Aeroportul a fost tranzitat în 2022 de 274.405 pasageri. A fost numit după zona deservită.
Situat la o altitudine de 5 m, aeroportul dispune de o singură pistă.